# Arcedo
Arcedo o Arcediello fue un lugar disputado entre el concejo de Teruel y el Reino de Valencia. No se sabe su ubicación exacta pero probablemente se encuentre en el actual término municipal de Mosqueruela.

## Historia
El 5 de octubre de 1203 Pedro el Católico donó a Arnau de Palacín el castillo de Bos y Val d'Ursera, mencionándose una Açeneda:

de Penna Golosa usque ad Fossas de Meo Cide, de Fossas de Meo Cide usque ad rigum Sicum de illa Moscarola et sicut tenet rigus Sicus usque ad Focem de Campo de Açeneda, et de Osea

Arcediello es un topónimo referido a un lugar entre Teruel y Castellón conquistado en 1216 por el rey Sancho el Fuerte de Navarra junto con Ledo o Aledo, Olocau, Mallo, Peña del Arañonal y Puertomingalvo.
En 1213 el rey Pedro el Católico dona el castillo de Cuella a los templarios citándose una Arzeda:

et ex alia parte usque Xodos et inde an Pinnam Gulosam, toto campo de Arzeda intus stante sicut rivus siccus ipsum dividit

En 1251 es citada como arzedolo cuando Guillermo de Anglesola da Carta Puebla a Vistabella:

et de Penna Rubea ascendit usque ad Talayam altam que est inter locum qui vocatur Arçedol et castro de Boyo, et de Talaia alta vadit serra serra vadit ad Monteleoni, et de Monteleoni vadit ad Arçedolum, et de Arçedolo vadit carraria carraria usque in fundo de illo loco vocatur Mosquerola

Arcedo pudo estar en la ribera del río Montlión, y se ha sugerido que pud corresponder con le actual santuario de la Virgen de la Estrella.
En 1261 los Fueros de Valencia indica Arçedo como una de las fronteras del Reino de Valencia:

axí com parteix ab Montroyg, e ix al riu de les Truytes, que és prop de la Gleziola; e axí com va a Arçedo e a Ledo, los quals son dintre el dit regne; e axí com va a la Musquerola

Según A.Colon y A. Gargallo en 1970 Arçedo era un lugar hoy desaparecido de término de Villafranca. La remodelación posterior de las fronteras de dichos lugares dejó esa zona dentro de la jurisdicción del Concejo de Teruel, que a cambio aceptó que Jérica, El Toro y Pina quedasen en el Reino de Valencia.

## Toponimia
Aunque algunos lo relacionan que la palabra arce, significando bosque de arces, no es seguro dado que también puede provenir de "arto", como en el caso de "Artieda". Además, tanto en castellano como en aragonés medieval de la zona, arce se escribía "ácer(e)". 